# Charles Planet
Pour les articles homonymes, voir Planet.
Charles Planet, né le 30 octobre 1993, est un coureur cycliste français, professionnel de 2014 à 2024.

## Biographie
Charles Planet naît le 30 octobre 1993, à Remiremont. Diagnostiqué d'un diabète de type 1 à huit ans, il commence le cyclisme au même âge par le VTT. Dans cette discipline, il figure alors parmi les vingt meilleurs français de sa génération. En 2013, il tente sa chance en envoyant son CV à l'équipe Novo Nordisk, composée uniquement de coureurs au diabète de type 1. Sans références sur route jusque-là, il gagne un critérium professionnel aux États-Unis, le Litespeed BMW Criterium, ainsi qu'une autre course en ligne à Dahlonega, sous les couleurs de la réserve de la formation américaine. Il termine également cinquième du Georgia Cycling Gran Prix, une épreuve par étapes de six jours. En novembre, il se classe 6e du prologue et 8e d'une autre étape au Tour du Rwanda. 
À l'origine spécialiste du VTT, Planet reconnait lui-même être passé à la route en ayant eu connaissance de l'existence de l'équipe Novo Nordisk, reconnaissant également qu'il lui aurait été beaucoup plus difficile de passer professionnel sans cette équipe réservée aux coureurs diabétiques.

### 2014, les débuts chez les pros
Il est recruté pour la saison 2014 par l'équipe continentale professionnelle américaine Novo Nordisk.
Il commence sa saison à l'occasion du Challenge de Majorque où il se classe 50e du Trofeo Palma, 43e du Trofeo des Salines, 89e du Trofeo Serra de Tramuntana et termine hors-délais lors du Trofeo Platja de Muro. Il enchaîne ensuite avec le Tour de Taïwan qu'il termine à la 89e place, et prend part à deux manches de la Coupe de France, à savoir la Classic Loire-Atlantique, qu'il abandonne, et Cholet-Pays de Loire où il prend la 26e place. Planet participe, en France, à la Route Adélie de Vitré où il se classe 61e. Fin avril, il participe au Tour de Turquie, où il termine 35e du classement général final. En mai, Planet est sélectionné par son équipe pour participer au Tour de Californie où il termine hors-délais sur la 6e étape. En juin, il participe à la Philadelphia Cycling Classic, course qu'il abandonne avant son terme. Vient ensuite le Grand Prix cycliste de Saguenay au Canada durant lequel Planet termine 8e lors de la 4e étape et 20e du classement général final ainsi que 3e du classement du meilleur jeune. Il enchaîne avec le Tour de Beauce où il abandonne durant la 5e étape.
Planet participe aux Championnats de France sur route, course qu'il ne termine pas. En août, Planet retourne aux États-Unis pour y disputer le Tour de l'Utah où il se classe 57e du classement final. Il participe ensuite au USA Pro Cycling Challenge où il termine 107e du classement général, puis au Tour de Grande-Bretagne où il est non-partant lors de la 7e étape.
Planet termine sa première saison professionnelle par trois courses d'un jour en octobre: Milan-Turin, où il abandonne, le Tour d'Almaty au Kazakhstan où il se classe 51e puis met un terme à sa saison à l'occasion de la Japan Cup qu'il termine à la 45e place.

### Saison 2015
Charles Planet commence sa saison 2015 au Tour de San Luis, en Argentine. Opéré à deux reprises, il reconnait avoir vécu un deuxième exercice compliqué chez les professionnels. Doté d'un programme de courses étoffé, il obtient ses meilleurs classements en terminant 22e du Tour de Münster, 24e du Tour de La Rioja et 25e de la Japan Cup. Le 22 mars, il participe à son premier Milan-San Remo, dont il prend la 143e place. 

### Saison 2016
En début d'année 2016, le coureur vosgien termine 35e du Trofeo Laigueglia. Engagé au Tour de l'Algarve, il se distingue par une échappée lors de la quatrième étape, où lui et son dernier compagnon d'infortune Adam Stachowiak se font reprendre à moins de cinq kilomètres de l'arrivée par le peloton. Au cours de cette saison, il obtient quelques places parmi les 30 premiers : 13e du Tour d'Estonie, 10e d'une étape et 18e du Tour de Corée, 24e du Grand Prix Jef Scherens, 28e du Tour de Croatie et 29e de la Coppa Bernocchi. 

### Saison 2017
Il termine 22e de la Japan Cup et 24e du Tour de Corée. À la fin de l'année, il remporte deux cyclo-cross, à Vittel puis à Neuves-Maisons.

### Saison 2018
Il commence sa saison 2018 aux Émirats arabes unis, lors du Dubaï Tour puis au Tour d'Abou Dabi (World Tour), où il se distingue par plusieurs échappées. De retour en Europe, il est de nouveau sélectionné par son équipe pour disputer Milan-San Remo. Membre de la principale offensive du jour, il se fait finalement reprendre par le peloton après plus de 240 kilomètres d'échappée, et parvient à rallier l'arrivée à la 131e place, à près de 12 minutes du vainqueur Vincenzo Nibali. En avril, il chute lourdement au kilomètre 2 sur la troisième étape du Tour de Croatie, alors qu'il tentait de prendre l'échappée. Non rétabli de ses blessures, il ne prend pas le départ le lendemain. Il effectue sa reprise au 8 mai sur la "Route Verte", une cyclo-sportive dont il remporte l'épreuve principale, organisée à travers un parcours parsemé de neuf cols dans les Vosges. Peu de temps après, il se distingue en terminant cinquième de la seconde étape et huitième du Tour d'Estonie. Profitant d'une longue coupure en été, il revient à ses premiers amours en VTT en terminant quatrième du championnat de France de cross-country marathon. 
Après une participation fin juillet à la RideLondon-Surrey Classic (95e), il se rend en Scandinavie pour disputer le Tour du Danemark. Auteur de plusieurs échappées, il est élu coureur le plus combatif de l'épreuve, et se classe deuxième du classement de la montagne. Lors du Tour de Hongrie, il passe proche de son premier succès chez les professionnels en prenant la deuxième place du prologue, seulement battu de quelques centièmes par le Suisse Patrick Schelling.

### Saison 2019
Lors du Tour de Pologne il est tout près de porter le maillot de leader de l'épreuve à l'issue de la troisième étape. Après deux échappées lors des deux premières étapes, il est deuxième du général à seulement 1 seconde de Pascal Ackermann. Malheureusement, il chute à 5 kilomètres de l'arrivée, alors qu'il avait encore 20 secondes d'avance sur le peloton, et donc leader provisoire.  
Il se distinguera finalement en portant le maillot du classement de la montagne pendant 4 jours.

### Saison 2021
En mars, il participe à Milan-San Remo, où il est membre de l'échappée du jour.

## Palmarès sur route

### Par année
- 2013
  - Litespeed BMW Criterium
- 2018
  - Route Verte

### Classements mondiaux
| Année                                 | 2016  | 2017  | 2018  | 2019  | 2020 | 2021 | 2022  |
| ------------------------------------- | ----- | ----- | ----- | ----- | ---- | ---- | ----- |
| Classement mondial                    | 1855e | 1929e | 1360e | 1103e | 787e | nc   | 2511e |
| UCI Europe Tour                       | 1285e | 1814e | 899e  | 782e  | 628e | nc   | 1535e |
| UCI Asia Tour                         | 550e  | 346e  | 724e  |       |      |      |       |
|                                       |       |       |       |       |      |      |       |
| Légende : nc = non classéSource : UCI |       |       |       |       |      |      |       |

## Palmarès en cyclo-cross
- 2012-2013
  - Champion de Lorraine de cyclo-cross espoirs[14]
- 2017-2018
  - Cyclo-cross de Vittel
  - Cyclo-cross de Neuves-Maisons